# Один шанс на двоих
«Один шанс на двоих» (фр. Une chance sur deux, т. е. один шанс из двух) — французский комедийный боевик 1998 года.

## Сюжет
Алис (Ванесса Паради) любит риск и приключения. Её любимое занятие — угонять дорогие автомобили, за что она уже не раз попадала за решётку. Её жизнь резко меняется, когда адвокат передаёт ей кассету, записанную перед смертью её матерью, которая решает таким образом сообщить дочери, кто является её отцом. Вернее это Алис должна выяснить сама, поскольку вероятных отцов двое. Выйдя из тюрьмы, Алис отправляется на их поиски. Так она знакомится с Лео Брассаком (Жан-Поль Бельмондо), владельцем автосалона и коллекционером редких автомобилей, и Жюльеном Виньялем (Ален Делон), владельцем ресторана и похитителем бриллиантов. Лео и Жюльен поначалу совсем не в восторге от мысли, что им теперь придётся заботиться о взрослой дочери — оба закоренелые холостяки и не собираются ничего менять в своей жизни. 
Но вдруг история приобретает неожиданный оборот: Алис, скрываясь от насильников, угоняет автомобиль, принадлежащий русской мафии, в багажнике которого находится чемодан с деньгами (50 млн долларов). Бросив машину на дороге, Алис скрывается, а чемодан попадает в руки полиции. Но главарь мафии Анатолий Шарков (Валерий Гатаев) уверен, что деньги у неё. Новоприобретённым отцам приходится помогать дочери выпутаться из этой опасной ситуации.

## В ролях
- Жан-Поль Бельмондо — Лео Брассак
- Ален Делон — Жюльен Виньяль
- Ванесса Паради — Алис Томазо
- Александр Яковлев — русский киллер
- Эрик Дефосс — Карелла
- Мишель Омон — Ледойен
- Валерий Гатаев — Анатолий Шарков, глава русской мафии

## Прокат
Несмотря на 1 056 000 кинозрителей, посмотревших этот фильм во Франции, картина в прокате провалилась.
В других странах её посмотрели:
- в Бельгии: 55 164 зрителя;
- в Венгрии: 69 955 зрителей;
- в Италии: 13 488 зрителей;
- в Испании: 33 303 зрителя.

## Факты
- Сценарий к этому фильму создавался три года.
- Дуэт Бельмондо — Делон появился в этом фильме спустя тридцать лет после их последней совместной работы.